# トーセイ
トーセイ株式会社は、東京都港区に本社を置く不動産会社。東証プライム上場。名古屋鉄道の持分法適用関連会社。コーポレートメッセージは「都市に、心を。」。

## 概要
首都圏エリアを中心に不動産関連事業を行う総合不動産会社で、再生、開発、賃貸、ファンド・コンサルティング、管理、ホテルの6事業を展開し、安定性の高いポートフォリオ経営を標榜している。

## 事業内容

### 不動産再生事業
資産価値の劣化した中古のオフィスビル・マンション・社宅などを取得し、エリアの特性やテナントニーズを取り込んだ「バリューアッププラン」の中から、デザイン性・利便性やセキュリティの向上、環境配慮仕様などを施した「再生不動産」を投資家やファンド、個人へ販売する。また、M&Aによる不動産取得なども行っている。
一部の取得した一棟賃貸マンションについては、外観や共用・専有部分などをバリューアップ後、区分で分譲販売するリスタイリング事業（中古分譲マンション事業）を展開している。
展開しているブランド
- T's garden：賃貸マンション
- T's Rhythmic：防音仕様コンセプト賃貸マンション
- ReStyling：賃貸マンションの中古分譲マンション化事業

### 不動産開発事業
取得した土地の特性を検証し、オフィス、商業施設、マンション、アパート、戸建、ホテル、物流施設などの多彩な商品ラインナップの中から、最適な建物を開発・販売する。
展開しているブランド
- THE PALMS：分譲･賃貸マンション
- THE PALMS COURT：分譲戸建
- Comodo CASA：分譲戸建
- T's Cuore：賃貸アパート
- T's BRIGHTIA：商業施設
- T's Logi：物流施設
- COCONE：ホテル

### 不動産賃貸事業
グループが所有するオフィス、マンション、商業施設などを賃貸し、安定的な収入を確保する。

### 不動産ファンド・コンサルティング事業
子会社であるトーセイ・アセット・アドバイザーズによる、不動産ファンドのアセットマネジメント業務を行う事業。J-REITであるトーセイ・リート投資法人の資産運用も受託している。

### 不動産管理事業
子会社であるトーセイ・コミュニティによる、建物管理、警備、改修工事の請負、テナント管理、リーシングなど、総合的なプロパティマネジメントを行う事業。グループ保有の資産のほか、外部のオーナーが保有する資産のプロパティマネジメントも受託している。

### ホテル事業
首都圏を中心としたホテルブランド「TOSEI HOTEL COCONE」の開発や、中古オフィスビルのホテルコンバージョンを積極的に展開。 
ホテルの企画・運営は、トーセイ・ホテル・マネジメント、トーセイ・ホテル・サービスが行う。 

## 主な自社開発物件

### オフィスビル
- 虎ノ門トーセイビル
- 神田トーセイビル
- 神田小川町トーセイビルⅡ
- 平和島トーセイビル
- 西池袋トーセイビル
- 新宿トーセイビル
- 小石川トーセイビル
- 蒲田トーセイビル
- 日本橋本石町トーセイビル
- 麹町トーセイビル
- 門前仲町トーセイビル

### 分譲マンション
- THE PALMS 久が原
- THE PALMS 西八王子
- THE PALMS 高円寺
- THE PALMS 代々木
- THE PALMS 代々木上原
- THE PALMS 日本橋
- THE PALMS 代々木上原Ⅱ
- THE PALMS 代々木Ⅱ
- THE PALMS 南青山
- THE PALMS 代々木Ⅲ
- THE PALMS 葛西
- THE PALMS 東中野
- THE PALMS 南大塚
- THE PALMS 押上
- THE PALMS 木場公園
- THE PALMS 菊川
- THE PALMS 東池袋
- THE PALMS 代々木上原Ⅲ
- THE PALMS 東中野Ⅱ
- THE PALMS 本郷龍岡
- THE PALMS 代々木上原ヒルテラス
- THE PALMS 浦和
- THE PALMS 向島
- THE PALMS 鷺ノ宮
- THE PALMS 用賀
- THE PALMS 世田谷桜
- THE PALMS 本駒込
- THE PALMS 竹ノ塚
- THE PALMS 大田中央
- THE PALMS 三鷹ビバーチェ
- THE PALMS 三鷹レジェーロ
- THE PALMS 高田馬場4丁目
- THE PALMS 月島ルナガーデン
- THE PALMS 千駄ヶ谷御苑の杜
- THE PALMS 渋谷常盤松
- THE PALMS 西ヶ原
- THE PALMS 日本橋小伝馬町ヴィサージュ
- THE PALMS 祐天寺マスタープレイス
- THE PALMS 調布マノアーガーデン
- THE PALMS 相模原パークブライティア
- THE PALMS 戸田公園マスターグレイス

### 分譲戸建
- THE PALMS COURT調布柴崎

### 賃貸マンション
- THE PALMS 錦糸町

### 賃貸アパート
- T's Cuore西荻窪
- T's Cuore椎名町
- T's Cuore浮間舟渡Ⅰ
- T's Cuore浮間舟渡Ⅱ
- T's Cuore四ツ木

### 商業施設
- T's BRIGHTIA吉祥寺
- T's BRIGHTIAときわ台
- T's BRIGHTIA下北沢
- T's BRIGHTIA綱島
- T's BRIGHTIA南青山
- T's BRIGHTIA南青山EAST
- T's BRIGHTIA千葉中央
- T's BRIGHTIA富士見台
- T's BRIGHTIA相模原
- T's BRIGHTIA吉祥寺Ⅱ
- T's BRIGHTIA尾山台
- T's BRIGHTIA自由が丘
- T's BRIGHTIA自由が丘Ⅱ

### 物流施設
- T's Logi橋本
- T's Logi蓮田
- T's Logi青梅
- T's Logi佐野

### ホテル
- トーセイホテル ココネ神田
- トーセイホテル ココネ上野
- トーセイホテル ココネ浅草蔵前
- トーセイホテル ココネ上野御徒町
- トーセイホテル ココネ浅草
- トーセイホテル ココネ鎌倉
- トーセイホテル ココネ築地銀座プレミア

## 沿革
- 1950年（昭和25年）2月 - ユーカリ興業株式会社として設立。
- 1964年（昭和39年）6月 - 不動産の売買、仲介、賃貸、管理業を開始。
- 1983年（昭和58年）- 東誠ビルディング株式会社に社名変更。
- 1994年（平成6年）
  - 6月 - 代表取締役社長に山口誠一郎が就任。
  - 10月 -「THEパームス」シリーズのマンション販売事業を開始。
- 1996年（平成8年）3月 - 東誠不動産株式会社に社名変更。不動産流動化事業を開始。
- 1999年（平成11年）7月 - 「パームスコート」シリーズの戸建住宅販売事業を開始。
- 2001年（平成13年）
  - 2月 - アセットマネジメント事業を開始。
  - 3月 - LBO（レバレッジド・バイアウト）方式によるM&Aを実施。
  - 4月 - 一級建築士事務所東京都知事登録（第46219号）。
  - 11月 - ビル管理部を東誠コミュニティ株式会社に分割譲渡。
  - 12月 - 不動産証券化ビジネスへの本格参入を目指し、証券化事業部を新設。
- 2002年（平成14年）8月 - 当社組成による私募ファンドを立ち上げ（不動産証券化事業を開始）。
- 2004年（平成16年）
  - 2月 - 日本証券業協会に店頭売買有価証券として新規登録。
  - 5月 - 国際認証ISO9001を取得。
  - 12月 - 日本証券業協会へ店頭登録を取り消し、ジャスダックに上場。
- 2005年（平成17年）
  - 3月 - 企業・事業再生を目的としたトーセイ・リバイバル・インベストメント株式会社を設立。
  - 4月 - 東誠コミュニティ株式会社（現・トーセイ・コミュニティ）を連結子会社化。
  - 9月 - トーセイ・リート・アドバイザーズ株式会社（現・トーセイ・アセット・アドバイザーズ）設立。
- 2006年（平成18年）
  - 10月 - トーセイ株式会社に社名変更。本社を東京都港区虎ノ門に移転。
  - 11月 - 東京証券取引所市場第二部に上場。
- 2007年（平成19年）- 金融商品取引法施行に伴い、「投資助言・代理業」及び「第二種金融商品取引業」みなし登録。
- 2009年（平成21年）- マンション再生分譲「Restyling事業」を開始。
- 2011年（平成23年）9月 - 東京証券取引所市場一部に上場。
- 2013年（平成25年）3月 - シンガポール証券取引所メインボードに上場。
- 2014年（平成26年）- トーセイ・アセット・アドバイザーズが資産の運用を受託するトーセイ・リート投資法人が東京証券取引所に上場。
- 2015年（平成27年）- 株式会社アーバンホーム（現・トーセイ・アーバンホーム）をM&Aによりグループ化。
- 2016年（平成28年）- トーセイ・ホテル・マネジメント株式会社を設立。
- 2017年（平成29年）- 自社ブランドホテル第1号として「TOSEI HOTEL COCONE神田」を開業。
- 2018年（平成30年）- トーセイ・ホテル・サービス株式会社を設立。
- 2020年（令和2年）- 「TOSEI HOTEL ＆ SEMINAR幕張」「TOSEI HOTEL COCONE浅草蔵前」「TOSEI HOTEL COCONE上野御徒町」開業。
- 2024年（令和6年）5月 - 名古屋鉄道（名鉄）と資本業務提携、同社の持分法適用関連会社になる[3][4][5]。

## 組織

### 取締役
- 代表取締役社長
- 取締役（5名）
- 社外取締役（3名・うち女性1名）

### 監査役
- 常勤監査役（2名）
- 監査役（2名）

### 執行役員
- 執行役員社長
- 専務執行役員（2名）
- 常務執行役員（6名）
- 執行役員（3名）

### 事業部門
- アセットソリューション第1本部
- アセットソリューション第2本部
- アセットソリューション第3本部
- アセットソリューション第4本部
- アセットソリューション第5本部
- アセットソリューション第6本部
- アセットソリューション第7本部
- プロップテック事業本部
- アセットソリューション事業推進部
- 建築企画本部

### 管理部門
- 経営企画本部
- 経営管理本部
- 財務本部
- M&A・グループ戦略本部
- 総務本部
- 人事本部
- DX推進本部

## グループ会社
- トーセイ・コミュニティ株式会社 - 不動産管理（プロパティマネジメント）業、ビルメンテナンス業
- トーセイ・アセット・アドバイザーズ株式会社 - 金融商品取引法に基づく投資運用業
- トーセイ・ロジ・マネジメント株式会社 - 物流施設等のコンサルティング業務
- トーセイ・ホテル・マネジメント株式会社- ホテル事業の企画・運営・管理等
- トーセイ・ホテル・サービス株式会社 - ホテル及び宿泊・飲料施設の経営、運営
- 株式会社プリンセススクゥエアー - 区分マンション等の賃貸、管理、売買、仲介など

## テレビ番組
- 日経スペシャル ガイアの夜明け マンション激変 ～始まった値引き合戦の裏側～（2008年6月17日、テレビ東京）[6] - 賃貸マンションを建てるデベロッパーを取材。